# オールデイ・アンド・ア・ナイト: 終身刑となった僕
『オールデイ・アンド・ア・ナイト: 終身刑となった僕』（原題:All Day and a Night）は2020年に配信されたアメリカ合衆国のドラマ映画である。監督はジョー・ロバート・コール、主演はジェフリー・ライトとアシュトン・サンダースが務めた。

## 概略
ジャコールは殺人罪で終身刑の判決を受け、刑務所で服役することになった。時間を持てあましたジャコールは自分の人生を振り返っていく。
子供の頃、ジャコールは父親（ジェームズ）から虐待を受けていた。母親（デロンダ）は家庭を守るべく最善を尽くしていたが、ジェームズの麻薬依存と暴力的な振る舞いは一向に改善しなかった。デロンダは「息子には夫のようなチンピラになって欲しくない」と願い、懸命にジャコールを育てたが、その願いは叶わなかった。成長後、ジャコールはギャングの下っ端として犯罪に手を染めるようになったのである。
やがて、ジャコールはシャンタイと恋に落ち、息子を授かった。ここに至り、ジャコールは堅気の人間になると決意したが、生き方はそう簡単に変えられるものではなかった。

## キャスト
- ジェフリー・ライト - ジェームズ・ダニエル・リンカーン（JD）
- アシュトン・サンダース - ジャコール・エイブラハム・リンカーン
  - ジェイリン・ホール - 子供時代のジャコール
- レジーナ・テイラー - トメッタ
- ヤーヤ・アブドゥル＝マティーン二世 - ビッグ・スタンナ
- アイザイア・ジョン - TQ
- ケリー・ジェンレット - デランダ
- シャキーラ・ジャネイ・ペイ - シャンタイ
- クリストファー・メイヤー - ラマルク
- アンドレア・リン・エルスワース - キム
- ベイリー・ホプキンス - ミス・ファーガソン
- グレッチェン・クライン - デビー
- アンドレイ・ジョンソン - ミスター・ハドソン
- スティーヴン・バリントン - マルコム

## 製作・マーケティング
2018年6月18日、ジョー・ロバート・コール監督が新作映画の製作に着手したとの報道があった。2018年7月、アシュトン・サンダース、ジェフリー・ライト、ヤーヤ・アブドゥル＝マティーン二世、レジーナ・テイラー、ケリー・ジェンレット、アイザイア・ジョン、シャキーラ・ジャネイ・ペイ、アンドレア・リン・エルスワースの出演が決まった。同月30日、本作の主要撮影が始まった。8月、ジェイリン・ホールとクリストファー・メイヤーがキャスト入りした。2019年10月22日、マイケル・エイブルズが本作で使用される楽曲を手掛けることになったと報じられた。2020年4月21日、本作のオフィシャル・トレイラーが公開された。

## 評価
本作に対する批評家の評価は平凡なものに留まっている。映画批評集積サイトのRotten Tomatoesには31件のレビューがあり、批評家支持率は58%、平均点は10点満点で6.03点となっている。サイト側による批評家の見解の要約は「『オールデイ・アンド・ア・ナイト: 終身刑となった僕』は思慮深くかつ丁寧に価値のある問題を取り上げている。しかし、同作の魅力は既視感を覚えるストーリーのせいで損なわれている。」となっている。また、Metacriticには15件のレビューがあり、加重平均値は60/100となっている。